# Ionuț Popa (politician)
Ionuț Popa este un politician român, de profesie inginer.
S-a înscris în Partidul Democrat sector 5 în anul 1998, dar a părăsit organizația în anul 2003, pentru a trece la PSD, partid pe listele căruia a și fost ales, în 2004, în funcția de consilier general.
În 2005, la scurt timp după intrarea în vigoare a legii împotriva migrației aleșilor locali, Ionuț Popa a revenit la Partidul Democrat.
Fost adjunct al lui Adriean Videanu la Primăria Bucureștiului, Ionuț Popa a preluat postul de viceprimar, în 2007, de la Ludovic Orban, numit atunci ministru al transporturilor.